# 7026 Gabrielasilang
7026 Gabrielasilang eller 1993 QB1 är en asteroid i huvudbältet som upptäcktes 19 augusti 1993 av den amerikanske astronomen Eleanor F. Helin vid Palomar-observatoriet. Den är uppkallad efter filippinskan Gabriela Silang.
Asteroiden har en diameter på ungefär 3 kilometer.